# 狮子尾
狮子尾（学名：Rhaphidophora hongkongensis）又名，是天南星科崖角藤属的植物。分布在老挝、加里曼丹岛、缅甸、泰国、越南、臺灣，以及中国大陆的广西、云南、广东、贵州南部、福建南部等地，生长于海拔80米至2,100米的地区，一般生于热带沟谷雨林内的树干上以及石崖上，目前尚未由人工引种栽培。

## 别名
过山龙（云南河口） 大青蛇、大青龙（广东高要） 大蛇翁（广东新兴） 石壁枫（广东茂名） 厚叶藤（广东保亭） 石风、上木蜈蚣（广西田林） 百足草、小上石百足（广西玉林）